# Henri Gouraud
Henri Gouraud (ur. 1944 r.) – francuski informatyk. 

## Życiorys
W latach 60. absolwent École Centrale Paris, twórca tzw. cieniowania Gourauda stosowanego w grafice komputerowej. Uzyskał tytuł doktora na University of Utah (na College of Engineering) w 1971 r.
Słynne twarze ludzkie ilustrujące efekt cieniowania były wzorowane na twarzy żony Gourauda, Sylvie.